# Ctenoneura biguttata
Ctenoneura biguttata es una especie de cucaracha del género Ctenoneura, familia Corydiidae. Fue descrita científicamente por Hanitsch en 1932.
Habita en Indonesia (Sumatra).